# Base de soutien de la 5e Division du Canada Gagetown
Pour les articles homonymes, voir Gagetown (homonymie).
La base de soutien de la 5e Division du Canada Gagetown, abrégée en BS 5e Div CA Gagetown et également appelée camp Gagetown, est une importante base des Forces canadiennes, principalement occupée par les unités de la 5e Division du Canada de l'Armée canadienne. La base, qui, avec une superficie de plus de 1 100 km2, est l'une des plus grandes installations militaires du Canada et du Commonwealth, est située au sud de la ville d'Oromocto, dans le Sud-Ouest de la province du Nouveau-Brunswick. Environ 4 000 militaires et 700 civils travaillent sur la base quotidiennement, faisant d'elle le plus important employeur du secteur public de la province du Nouveau-Brunswick. Elle était anciennement appelée base des Forces canadiennes (BFC) Gagetown.

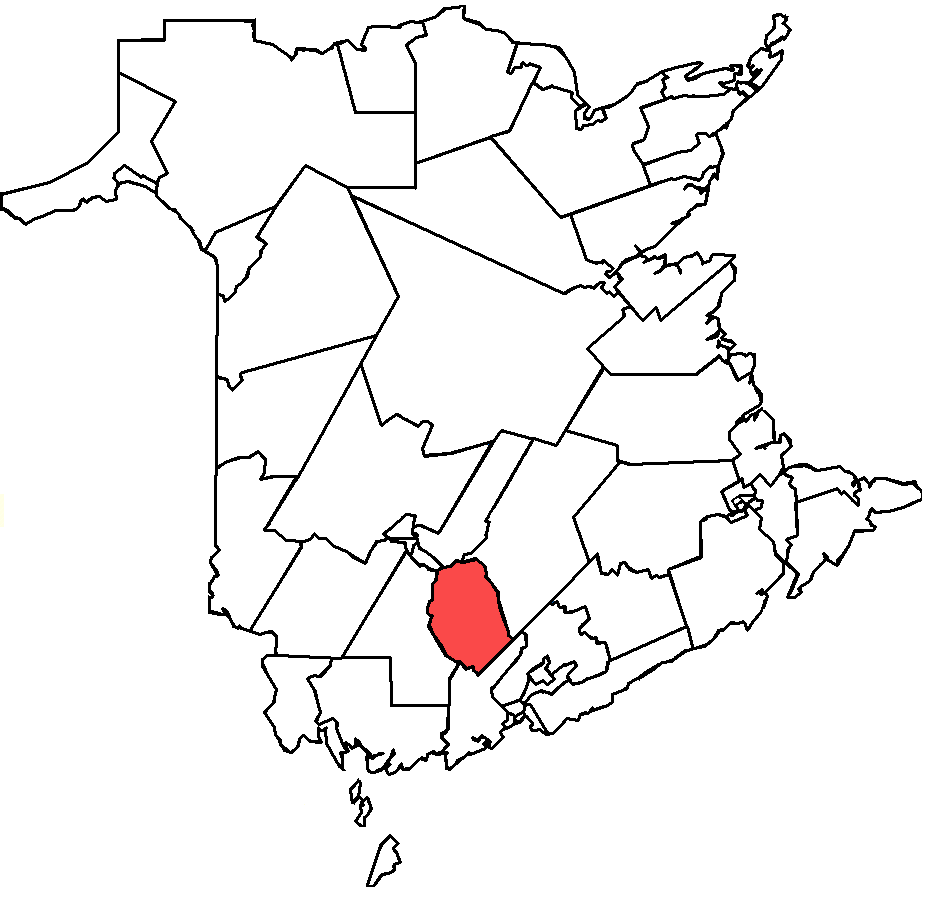
La ville d'Oromocto accueille la Base de soutien de la 5e Division du Canada Gagetown.

## Description
La BFC Gagetown est située dans le Sud-Ouest de la province du Nouveau-Brunswick tout juste au sud de la municipalité d'Oromocto à 20 km de la capitale provinciale Fredericton. 70 % de la population d'Oromocto est composée de militaires travaillant à la BFC Gagetown. La BFC Gagetown et son secteur d'entraînement couvre une superficie de 1 100 km2 ; ce qui en fait l'une de plus grande base au Canada et du Commonwealth. 

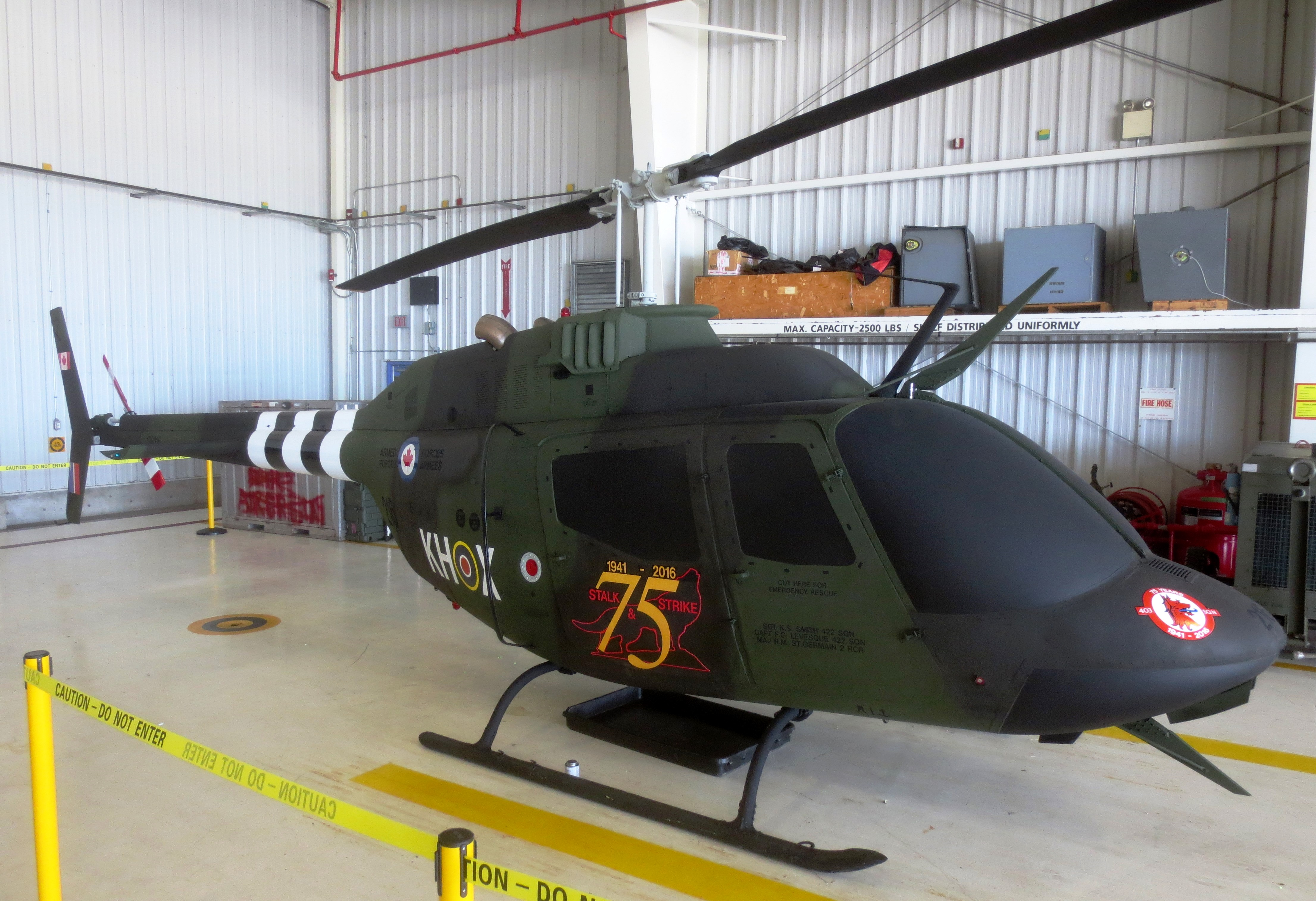
Un  hélicoptère Bell CH-136 Kiowa aux couleurs du 75e anniversaire du débarquement de Normandie, Base de soutien de la 5e Division du Canada Gagetown
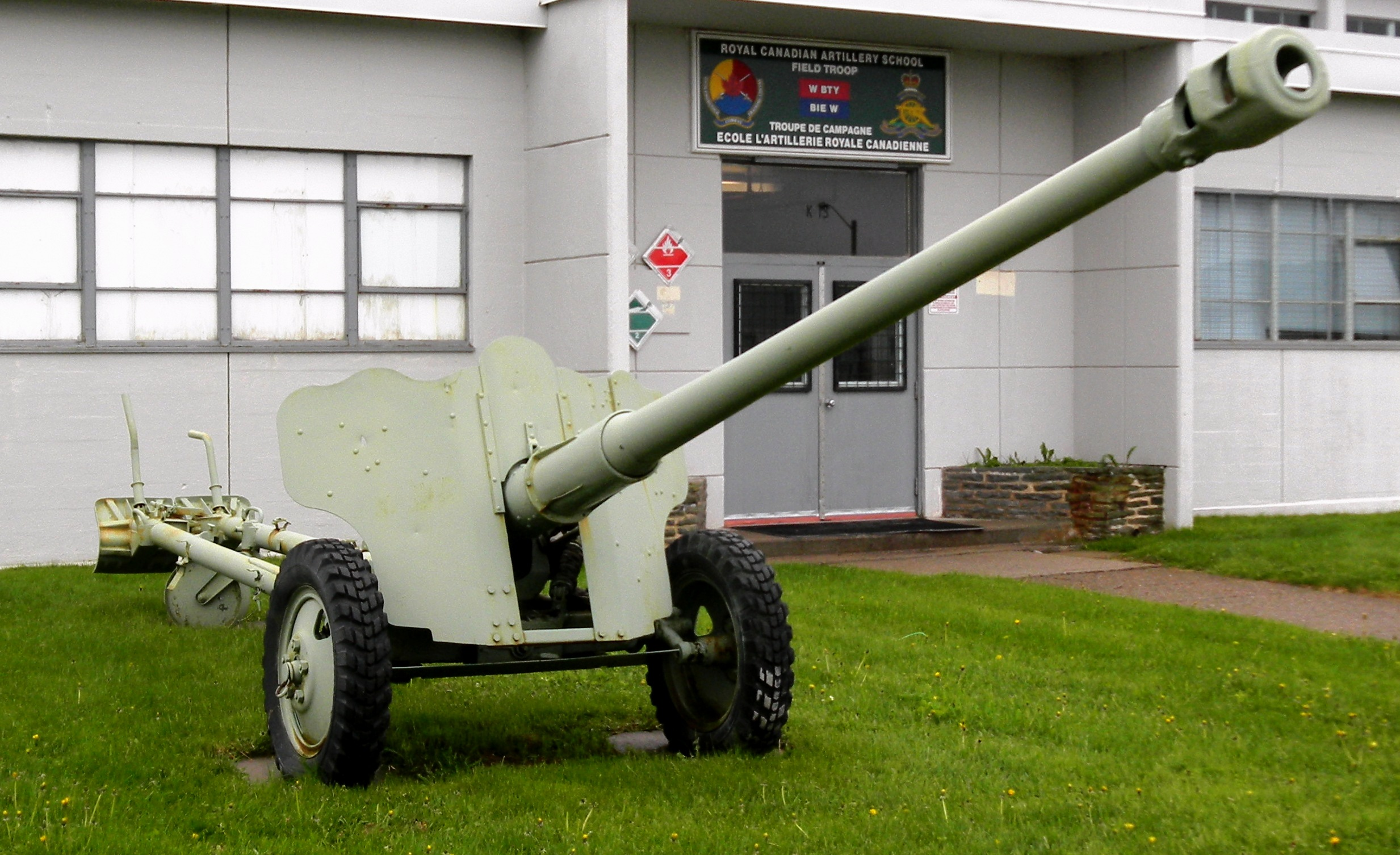
Une école militaire, Base de soutien de la 5e Division du Canada Gagetown
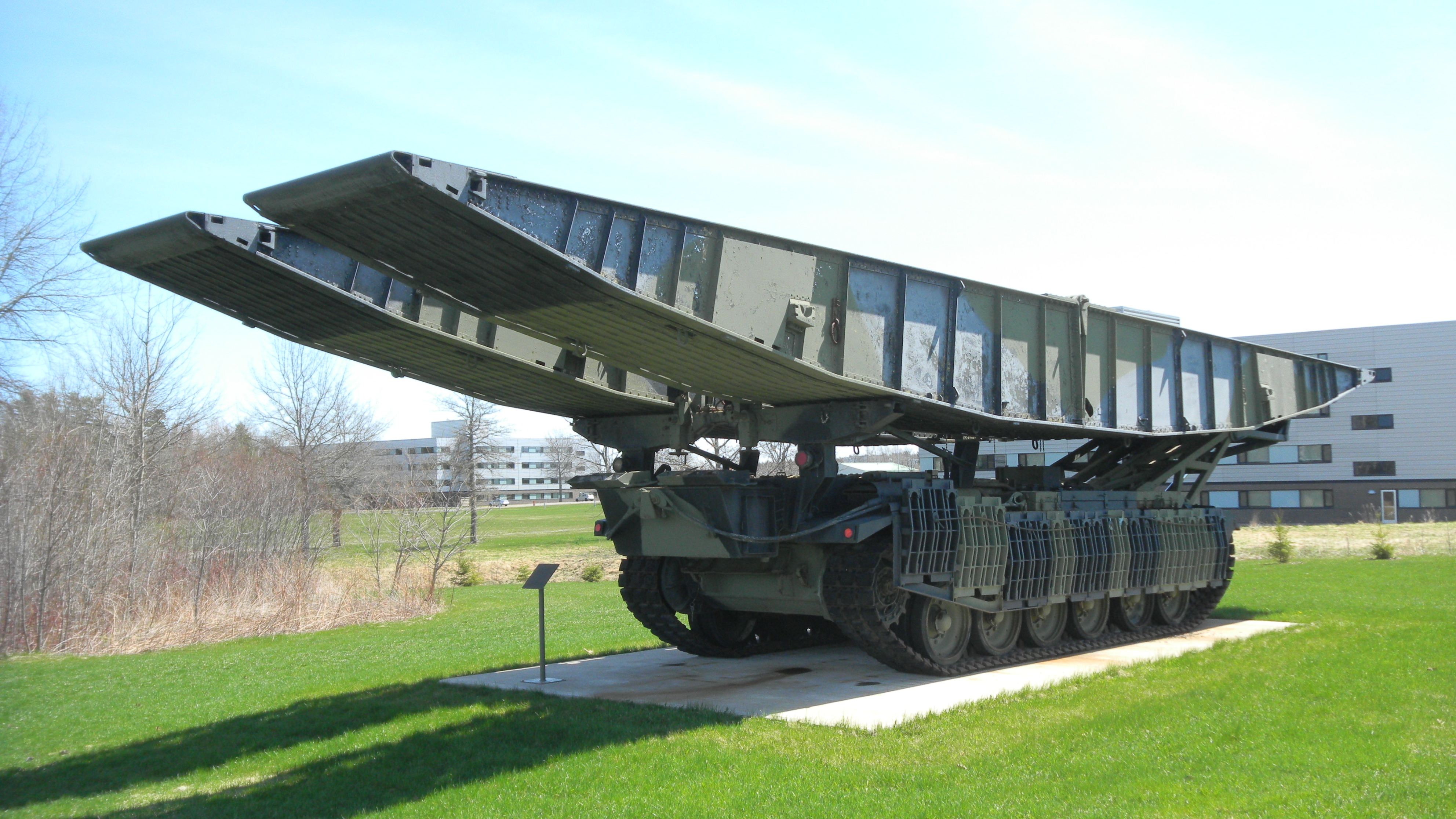
Un Centurion Bridgelayer, Base de soutien de la 5e Division du Canada Gagetown

## Histoire

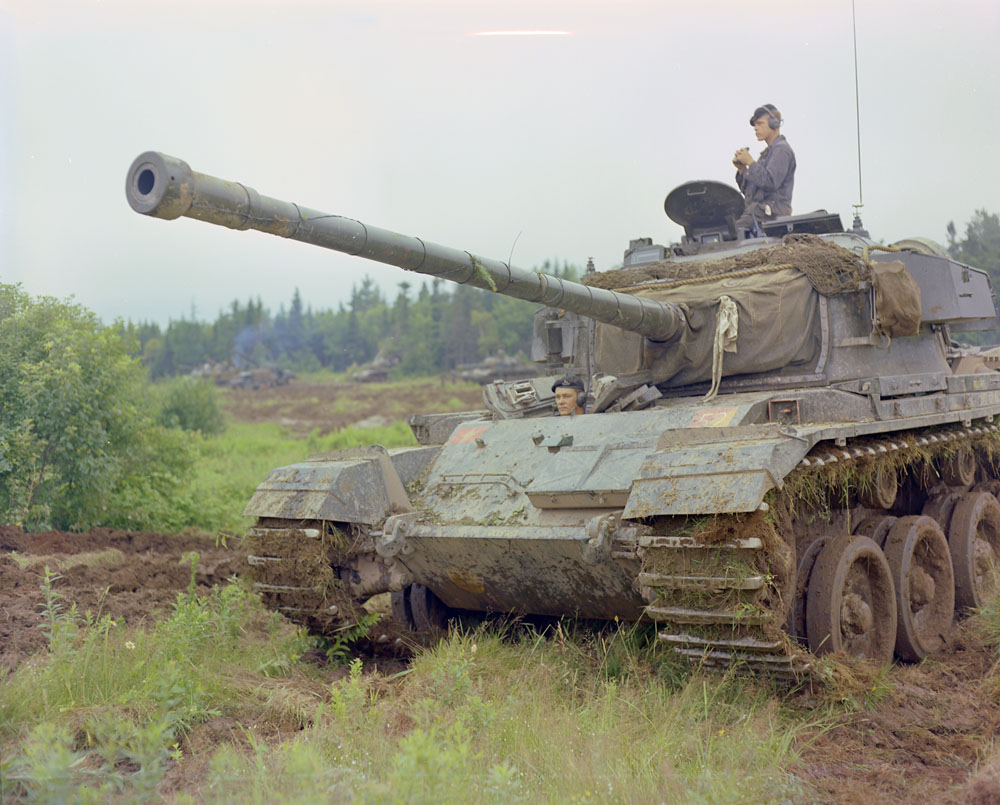
Un char Centurion en entrainement sur la base en 1963

L'idée de la création d'une base de l'envergure de la BFC Gagetown émergea au début de la Guerre froide avec les stratégistes militaires canadiens identifiant le besoin de munir l'Armée de terre d'une base d'entraînement où une brigade et une division de blindés, d'infanterie et d'artillerie pourrait s'entraîner en préparation de leur rôle de défendre l'Europe de l'Ouest au sein du Traité de l'Atlantique Nord. Les facteurs identifiés étaient que la base devrait être située relativement près des ports ouverts à l'année de l'océan Atlantique et être accessible par les chemins de fer.
La BFC Gagetown a officiellement été ouverte en 1958. L'annonce de l'ouverture d'une base au Nouveau-Brunswick a été faite à l'été 1952 et les travaux de déboisement et de construction commencèrent en 1953. Ce sont deux à trois mille personnes qui ont dû être expropriées pour l'établissement de la base. Le nom du camp fut emprunté au village de Gagetown situé au nord-est de la frontière de la base et qui perdit son arrière-pays lors de l'établissement de la base. Le premier exercice à grand déploiement à être mené à la BFC Gagetown fut effectué à l'été 1954 alors que la 3e Brigade d'infanterie du Canada s'y entraîna. À l'été suivant, la 1re Division du Canada y effectua un entraînement avec une formation entière, une première au Canada.
Le Centre d'instruction au combat (CIC) fut établi à la BFC Gagetown en 1969 alors que la 3e Brigade était dissoute. Ce centre permettait de réunir sous une même chaîne de commandement et au même endroit les écoles d'infanterie, de blindé et d'artillerie de campagne qui se trouvaient auparavant à Borden en Ontario et à Shilo au Manitoba. Plus tard, l'école de la tactique et l'école du génie militaire furent également établies à la BFC Gagetown. Le Centre d'instruction au combat est devenu une organisation distincte du 3e Groupe de soutien de secteur (3 GSS) le 1er avril 2001 et fut placé sous le commandement du Système de la doctrine et de l'instruction de la Force terrestre (SDIFT).

## Unités et formations
Les principales unités et formations de la Base de soutien de la 5e Division du Canada Gagetown sont, :
- 5 Div CA Gagetown
- Centre d'instruction au combat : (École du Corps blindé royal canadien, École de l’artillerie royale canadienne, École du génie militaire des Forces canadiennes, École d'infanterie et École de la tactique)
- Groupe de soutien de la 5e Division du Canada
- 2e bataillon , the Royal Canadian Regiment
- 4e régiment d'artillerie
- 4e régiment d'appui du Génie
- 403e Escadron d'entraînement opérationnel d'hélicoptères
- Escadron C, The Royal Canadian Dragoons
- Centre météorologique interarmées
- Unité d’essais et d’évaluations de l’Armée canadienne
- Centre d’instruction de la 5e Division du Canada
- Détachement Gagetown 3e Régiment de police militaire
- Centre d’instruction d’été des cadets de l’Armée Argonaut

École du génie militaire des Forces canadiennes
The Royal Canadian Regiment
Centre météorologique interarmées

## Chapelle Sainte-Marie
La Base de soutien de la 5e Division du Canada Gagetown a une chapelle qui est administratée par l'Ordinariat militaire du Canada. Les services de la chapelle sont disponibles pour toutes les personnes militaires et le personnel civil de la base. Pendant la semaine, la chapelle organise la messe en français et anglais. Le coordinateur de la vie de la chapelle est le capitaine P. Delisle et l'assistante administrative de la chapelle Sainte-Marie est S. Jobin,.

L'Ordinariat militaire du Canada

## Faits économiques
- La Base et ses unités hébergées emploient à temps plein quelque 6500 militaire et 1000 civil[7],[11].
- Plus de 200 millions de dollars sont injectés dans l’économie locale chaque année[7],[11].
- 700 millions de dollars sont injectés dans l’économie du Nouveau-Brunswick  annuellement[7],[11].